# Thomas Reimer (Musiker)
Thomas Reimer (* 1955 in Graz) ist ein österreichischer Jazzmusiker (Gitarre).
Reimer erhielt bereits als Schüler eine Ausbildung zum Konzertmeister an der Musikhochschule Graz und am Bruckner-Konservatorium Linz. Als 15-Jähriger wechselte er zur Gitarre, die er sich als Autodidakt beibrachte. Fast 25 Jahre gehörte er zur Münchner Jazzszene; er spielte im Duo mit Max Neissendorfer, leitete ein eigenes Trio und das Quartett Quadro. Weiter trat er mit George Benson, Wolfgang Haffner, Leo Wright, Allan Praskin, Barbara Dennerlein und anderen auf; auch gehörte er dem Munich Art Orchestra an. 
Lange Jahre war er als Gitarrendozent an der Jazzschule München tätig, wo er von Joe Viera die Theoriekurse  und später die musikalische Leitung der Einrichtung übernahm; auch lehrte er an der Jazzabteilung des Musikinstituts Erlangen. 1991 war er Mitbegründer der Münchner Jazz Rock Blues Tage. Reimer wanderte 2005 nach Thailand aus, wo er regelmäßig im Jazz Pit in Pattaya spielt.

## Diskographische Hinweise
- Vienna's Heardt (Edition Collage 1997, mit Peter Bockius, Sunk Pöschl)

## Lexikalische Einträge
- Jürgen Wölfer: Jazz in Deutschland. Das Lexikon. Alle Musiker und Plattenfirmen von 1920 bis heute. Hannibal, Höfen 2008, ISBN 978-3-85445-274-4.